# Episodi di Man Seeking Woman (terza stagione)
La terza ed ultima stagione della serie televisiva Man Seeking Woman è stata trasmessa sul canale statunitense FXX dal 4 gennaio all'8 marzo 2017.
In Italia la stagione è tuttora inedita.
| n° | Titolo originale | Titolo italiano | Prima TV USA     | Prima TV Italia |
| -- | ---------------- | --------------- | ---------------- | --------------- |
| 1  | Futon            |                 | 4 gennaio 2017   |                 |
| 2  | Ranch            |                 | 11 gennaio 2017  |                 |
| 3  | Horse            |                 | 18 gennaio 2017  |                 |
| 4  | Popcorn          |                 | 25 gennaio 2017  |                 |
| 5  | Shrimp           |                 | 1º febbraio 2017 |                 |
| 6  | Pad Thai         |                 | 8 febbraio 2017  |                 |
| 7  | Bagel            |                 | 15 febbraio 2017 |                 |
| 8  | Dolphin          |                 | 22 febbraio 2017 |                 |
| 9  | Cake             |                 | 1º marzo 2017    |                 |
| 10 | Blood            |                 | 8 marzo 2017     |                 |